# Corgatha rubecula
Corgatha rubecula är en fjärilsart som beskrevs av W. Warren 1913. Corgatha rubecula ingår i släktet Corgatha och familjen nattflyn. Inga underarter finns listade i Catalogue of Life.